# Élections législatives de 1906 dans la Creuse
Les élections législatives en Creuse, ont lieu les dimanches 6 mai 1906 et 20 mai 1906.
Elles ont pour but d'élire les 4 députés représentant le département à la Chambre des députés pour un mandat de quatre années.

## Mode de scrutin
L'élection se fait au scrutin d'arrondissement, soit un mode uninominal majoritaire à deux tours.
La circonscription pour l'élection est l'arrondissement.
Le scrutin est individuel, chaque arrondissement élisant un député.
Les arrondissements qui ont plus de cent mille habitants sont divisés. Dans ce cas on élit un député par circonscription électorale.
L'article 18 précise qu'il faut réunir pour être élu au premier tour :
1. La majorité absolue des suffrages exprimés ;
2. Un nombre de suffrages égal au quart des électeurs inscrits.

Au deuxième tour la majorité relative suffit. En cas d'égalité c'est le plus âgé qui est élu.

## Résultats par arrondissement

### Arrondissement d'Aubusson
- Elle regroupe tous les cantons de l'arrondissement, au sud-est du département.

|                | Hippolyte Simonet * | Rad-soc        | 13 114 | 68,45  |  |  |
|                | Léonard             | Soc ind        | 5 727  | 29,89  |  |  |
|                | Guillot             | SFIO           | 169    | 0,88   |  |  |
|                | Papon               |                | 86     | 0,45   |  |  |
|                | Chambet             |                | 50     | 0,26   |  |  |
|                |                     |                |        |        |  |  |
| Inscrits       | Inscrits            | Inscrits       | 28 614 | 100,00 |  |  |
| Votants        | Votants             | Votants        | 19 391 | 67,77  |  |  |
| Blancs et nuls | Blancs et nuls      | Blancs et nuls | 231    | 1,19   |  |  |
| Exprimés       | Exprimés            | Exprimés       | 19 160 | 98,81  |  |  |

*sortant

### Arrondissement de Bourganeuf
- Elle regroupe tous les cantons de l'arrondissement, au sud-ouest du département.

- Hermann Cara, Parot et Bourdeix ne se sont pas représenter pour le scrutin de ballottage.

| Candidats      | Candidats           | Étiquette      | Premier tour | Premier tour | Ballottage | Ballottage |
| Candidats      | Candidats           | Étiquette      | Voix         | %            | Voix       | %          |
| -------------- | ------------------- | -------------- | ------------ | ------------ | ---------- | ---------- |
|                | Antoine Desfarges * | Soc ind        | 3 613        | 42,21        | 4 746      | 55,82      |
|                | Paulin Riffaterre   | Rad-soc        | 2 407        | 28,12        | 3 731      | 43,88      |
|                | Émile Aucanté       | Soc ind        | 1 254        | 14,65        |            |            |
|                | Hermann Cara        | Rad-soc        | 1 040        | 12,15        | 14         | 0,17       |
|                | Parot               | Soc ind        | 122          | 1,43         | 3          | 0,04       |
|                | Bourdeix            | SFIO           | 114          | 1,33         | 1          | 0,01       |
|                |                     |                |              |              |            |            |
| Inscrits       | Inscrits            | Inscrits       | 12 485       | 100,00       | 12 485     | 100,00     |
| Votants        | Votants             | Votants        | 8 617        | 69,02        | 8 560      | 68,56      |
| Blancs et nuls | Blancs et nuls      | Blancs et nuls | 58           | 0,67         | 57         | 0,67       |
| Exprimés       | Exprimés            | Exprimés       | 8 559        | 99,33        | 8 503      | 99,33      |

*sortant

### Arrondissement de Boussac
- Elle regroupe tous les cantons de l'arrondissement, au nord-est du département.

| Candidats      | Candidats      | Étiquette      | Premier tour | Premier tour | Ballottage | Ballottage |
| Candidats      | Candidats      | Étiquette      | Voix         | %            | Voix       | %          |
| -------------- | -------------- | -------------- | ------------ | ------------ | ---------- | ---------- |
|                | Jean Judet *   | Rad-soc        | 4 339        | 44,65        | 5 075      | 54,11      |
|                | Jules Lacote   | Rad-soc        | 3 029        | 31,17        | 4 298      | 45,82      |
|                | Guillemot      | Rad-soc        | 2 346        | 24,14        |            |            |
|                |                |                |              |              |            |            |
| Inscrits       | Inscrits       | Inscrits       | 12 802       | 100,00       | 12 802     | 100,00     |
| Votants        | Votants        | Votants        | 9 830        | 76,79        | 9 468      | 73,96      |
| Blancs et nuls | Blancs et nuls | Blancs et nuls | 112          | 1,14         | 88         | 0,93       |
| Exprimés       | Exprimés       | Exprimés       | 9 718        | 98,86        | 9 380      | 99,07      |

*sortant

### Arrondissement de Guéret
- Elle regroupe tous les cantons de l'arrondissement, au nord-ouest du département.

| Candidats      | Candidats           | Étiquette      | Premier tour | Premier tour |
| Candidats      | Candidats           | Étiquette      | Voix         | %            |
| -------------- | ------------------- | -------------- | ------------ | ------------ |
|                | Alphonse Defumade * | Rad-soc        | 17 057       | 75,53        |
|                | Armand Berton       | Rad-soc        | 2 911        | 12,89        |
|                | Antoine Redier      | Libéral        | 2 380        | 10,54        |
|                | Germain             | SFIO           | 237          | 1,05         |
|                |                     |                |              |              |
| Inscrits       | Inscrits            | Inscrits       | 29 493       | 100,00       |
| Votants        | Votants             | Votants        | 22 659       | 76,83        |
| Blancs et nuls | Blancs et nuls      | Blancs et nuls | 75           | 0,33         |
| Exprimés       | Exprimés            | Exprimés       | 22 583       | 99,67        |

*sortant